# OPTIC NERVE ABSTRACTION
『OPTIC NERVE ABSTRACTION』(オプティック ナーヴ アブストラクション) は、YUKIHIRO（ex.ZI:KILL）と室姫深（ex.THE MAD CAPSULE MARKETS）が結成した音楽ユニット、OPTIC NERVEの1作目のアルバム。1991年9月10日発売。発売元はDanger Crue Records。

## 解説
元ZI:KILLのYUKIHIROと、元THE MAD CAPSULE MARKETSの室姫深が結成した音楽ユニット、OPTIC NERVEがリリースした唯一のアルバム。
本作は、YUKIHIROがZI:KILLに在籍していた頃から好んで聴いていたミニストリーやフロント242、フロント・ライン・アッセンブリーといったエレクトロニック・ボディ・ミュージックあるいはインダストリアル・ミュージックからの影響が多く反映されており、打ち込みとの同期を採り入れた音楽を志向した作品になっている。本作発売当時のインタビューにおいて、YUKIHIROは「ひとりのドラマーとして認められたいけれど、それ以外でもやりたいことが見えてきた時期だった」「（打ち込みと生演奏を合わせて行う同期音源制作を）試してみたいとは思っていたけれど、その頃、これからZI:KILLが向かっていく方向と僕の打ち出していきたかった方向が変わってきてしまった。結果的にはZI:KILLではできなかった」と述べており、バンドで出来なかったことをやるため、このユニットを始動したことがうかがえる。
そしてyukihiroは、作品の制作に取り掛かるにあたり、室姫深をメンバーとして誘っている。室姫を誘った経緯について、YUKIHIROは「彼はシンセ・ギターを使っていて、そんなところも気になったし、実際に会ってみて、すごい近い部分を感じて、いっしょにやってみようと。彼のほうが僕より昔からそういう音に触れていて、YMOとかのテクノ・ポップと呼ばれていたあたりから好きで聴いていたみたいだし」と述べている。
本作を制作するにあたり、YUKIHIROは作詞・作曲、ドラム、パーカッション、シンセサイザー、一部の楽曲でギター、さらにサウンドプログラマーを担当している他、自作した楽曲ではボーカルも務めている。ただし、ボーカルにはかなりのエフェクト処理が為されている。また、室姫も作詞・作曲、ギター、シンセサイザー、ボーカルを担当している。また、アルバム制作には、関西発で独自のテクノ音楽を創造していたユニット、4-Dのメンバーで、また相前後してP-MODELに参加していた小西健司や、後年に平沢進のライヴサポートを務めることになるTAKA（山口貴徳）といった、エレクトロ・ミュージックに精通する面々が参加している。さらに、他にもレコーディングエンジニアとして、杉山勇司や百々政幸らが参加している。
余談だが、OPTIC NERVEは、KYO（D'ERLANGER）がソロ・プロジェクトとして始動した、DIE IN CRIESにより発表されたアルバム『NOTHINGNESS TO REVOLUTION』（1991年8月10日リリース）の制作に参加している。このアルバムへの参加を機に、OPTIC NERVEの2人がDIE IN CRIESのメンバーとして参加するようになり、TAKASHI（ex.THE ACE）を含め、4人組のバンドとして活動していくことになる。こういった経緯もあり、OPTIC NERVE名義の作品は、現在に至るまで本作限りとなっている。ちなみに後年YUKIHIROは、OPTIC NERVEのコンセプトを振り返り、「OPTIC NERVEは、純粋にエレクトリック・ボディ・ビートと呼ばれている音楽と、当時のジーザス・ジョーンズなどに代表されるようなロック・バンドにテクノロジーを持ち込んで融合させる試みのふたつを、実験的にやってみたくて組んだユニットでした」と音楽誌のインタビューで述懐している。

## 収録曲
| #  | タイトル                            | 作詞          | 作曲          | 時間 |
| -- | ----------------------------------- | ------------- | ------------- | ---- |
| 1. | 「ABSTRACTION」                     |               | Yukihiro      | 4:24 |
| 2. | 「RED MOON」                        | Yukihiro      | Yukihiro      | 5:51 |
| 3. | 「AESTHETICISM」                    | Shin Murohime | Shin Murohime | 5:37 |
| 4. | 「夢見る時はいつも」                | Shin Murohime | Shin Murohime | 5:29 |
| 5. | 「LUNATIC ELEMENTS」                | Shin Murohime | Shin Murohime | 5:04 |
| 6. | 「あやかしの鏡 ～EXISTANCE VANISH」 | Yukihiro      | Yukihiro      | 4:51 |

## クレジット
| ABSTRACTION - Music by Yukihiro RED MOON - Word & Music by Yukihiro - Voice: Yukihiro AESTHETICISM - Word & Music by Shin Murohime - Voice＋Guitar: Shin Murohime 夢見る時はいつも - Word & Music by Shin Murohime - Voice: Shin Murohime - Guitar: Shin Murohime＋Yukihiro - Drums & Percussion：Yukihiro LUNATIC ELEMENTS - Word & Music by Shin Murohime - Voice＋Guitar: Shin Murohime - Drums & Percussion：Yukihiro あやかしの鏡 ～EXISTANCE VANISH - Word & Music by Yukihiro - Voice: Yukihiro | - Yukihiro：Drums, Percussion, Synthesizer Computer & Sampler Programing, Voice （#1,#2,#6） - Shin Murohime：Guitars, Synthesizer, Voice （#3,#4,#5） - Sound Terrorist：小西健司（4-D） - Machine head：Taka（山口貴徳） - Words：Yukihiro（#1,M2,M6）, Shin Murohime（#3,#4,#5） - Producers：大石征裕（Danger Crue）, Jiro Yamada（T.T.P.） - Director：Tsutomu Kamimura（Danger Crue Records） - Recording Production Coordinatior：Jiro Yamada（T.T.P.） - Engineers：Taka（山口貴徳）, 杉山勇司 - Remixing Engineers：杉山勇司 - Ass. Engineers：百々政幸（Music Island）, Hiroaki Yoda（Flamingo Sound）, Kenichiro Ueda（Recording Studio Sam）, Eiichi Tanaka（Wonder Station Sudio） - Recording Place：Wonder Station Sudio, Studio Infinity Osaka, Music Island, Flamingo Studio Sam, Recording Studio Sam - Mastering Studio：Tokyu Fun - Recording Date：5th Jun.'91 - 9th Aug.'91 - Mastering Engineer：Reiko Miyoshi（Tokyu Fun） - Artist Management：Tsutomu Kamimura（Danger Crue Records） - Management Office：Danger Crue Records - Office Desk：Shizuka Yamada（Danger Crue Records） - Equipment Crue：Kazuhiro Fukuhara（Danger Crue）, Hidemi Oya（Danger Crue） - Promoter：Takuya "Commett" Kondo（B.S.P.） - Visual：Katz-Miyake（Art Direction＋Design）, Takashi Matsuda（Photographes） - Hair & Make-Up Artist：Fumie Kawabe - Styling：OPTIC NERVE - Executive Producer：大石征裕（Danger Crue） - Special Thanx To：Rockin'f, Yasuhiro Abe（Rockin'f）, Hiromi Yoshizawa（Bmg Victor）, Hitoshi Fujisaki（Bmg Victor）, Shigehiko Kuzuhara, Osaka Photographic College, And All Of My Friends & Funs, Rapture & Abstraction |